# کلیسای یادبود قیصر ویلهلم

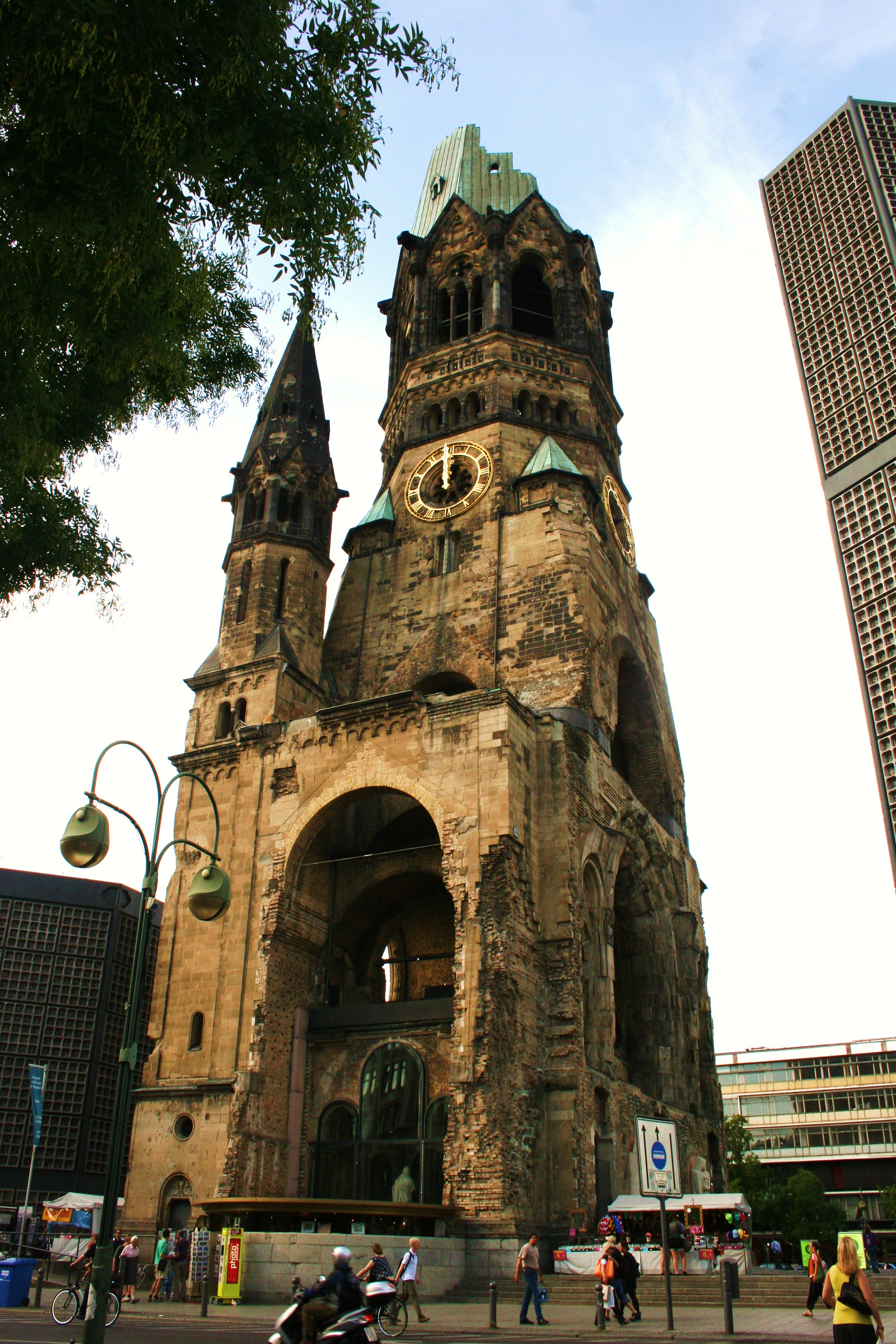
کلیسای یادبود قیصر ویلهلم.

کلیسای یادبود قیصر ویلهلم (به آلمانی: Kaiser-Wilhelm-Gedächtniskirche)، کلیسایی است تاریخی که در بخش غربی شهر برلین، پایتخت کشور آلمان واقع شده‌است. بخش بزرگی از این کلیسا در طول جنگ جهانی دوم تخریب شد.
کلیسا در سال‌های ۱۸۹۱ تا ۱۸۹۵ توسط فرانتس شوشتن طراحی و به سبک نیو رومانس ساخته و توسط موزاییک‌های بزرگی پوشانده شد که نشان دهنده تاریخ غنی پروسی‌ها می‌باشد. این کلیسا در مرکز میدان برایت شاید واقع در خیابان کورفورستن‌دام برلین واقع شده‌است. بلندی کلیسا حدود ۲۰متر و پهنای آن ۳۵ متر است. برج بلند کلیسا که رو به سمت شمال شرقی قرار گرفته، دارای عبادتگاه کوچکی می‌باشد. در هر دو سمت غربی و شرقی کلیسا، تالاری قرار گرفته که شامل چهار ساختمان و خرابه‌هایی در سمت غربی است. برج این کلیسا به شکل یک شش ضلعی است در حالیکه خود کلیسا به شکل هشت ضلعی می‌باشد. کلیسا و برج آن بر روی زمین مسطحی به طول ۱۰۰ و عرض ۴۰ متر ساخته شده‌اند. ساختمان‌های جدید کلیسا از جنس شیشه و استیل ساخته شده‌اند .۲۱۲۹۲ قطعه شیشه رنگی در ساخت دیوار کلیسا به کار رفته. در مقابل در ورودی کلیساس شکسته به سمت قسمت داخلی ساختمان، مجسمه ای از حضرت مسیح در بالای محراب آویزان شده که توسط مارل همتر خلق شده‌است. در سمت چپ محراب در کنار منبری هشت ضلعی، حوضچه سفالین غسل تعمید حاوی آب مقدس بر روی پایه ای از جنس سنگ مرمر کارارا قرار دارد.